# Adam Fleks
Adam Piotr Fleks (ur. 14 czerwca 1963 w Gdańsku) – polski artysta fotograf. Członek rzeczywisty Związku Polskich Artystów Fotografików, wiceprezes Zarządu Okręgu Gdańskiego ZPAF. Członek rzeczywisty i prezes Zarządu Gdańskiego Towarzystwa Fotograficznego.

## Życiorys
Adam Fleks absolwent Uniwersytetu Gdańskiego, związany z pomorskim środowiskiem fotograficznym – mieszka, pracuje, tworzy w Oliwie (Gdańsk). Fotografuje od końca lat 80. XX wieku. Miejsce szczególne w jego twórczości zajmuje fotografia abstrakcyjna, fotografia architektury, fotografia dokumentalna, fotografia krajobrazowa, fotografia martwej natury, fotografia podróżnicza, fotografia portretowa, fotografia przemysłowa, fotografia przyrodnicza, fotografia reportażowa. Wiele prac Adama Fleksa to pokłosie wykorzystania szlachetnych technik fotograficznych, technik alternatywnych, technik specjalnych (fotografia monochromatyczna, fotografia otworkowa, technika litowa). 
Adam Fleks od 1990 roku aktywnie uczestniczy w działalności wystawienniczej – jest autorem, współautorem wielu prezentacji (wystaw) fotograficznych; (kilkudziesięciu) indywidualnych oraz (ponad stu) zbiorowych. Jego fotografie prezentowane na wystawach pokonkursowych otrzymały wiele akceptacji, nagród, wyróżnień. Jest autorem i współautorem prezentacji fotograficznych – Wieloświaty, Fala za Falą oraz Gdańsk Odchodzący (Ulica Wronia). 
Od 1994 roku jest członkiem rzeczywistym Gdańskiego Towarzystwa Fotograficznego (członka zbiorowego Fotoklubu Rzeczypospolitej Polskiej), w którym pełnił funkcję prezesa Zarządu GTF (2004–2014). Od 2018 do 2021 był wiceprezesem Zarządu GTF, obecnie pełni funkcję prezesa Zarządu GTF. W 2010 roku został przyjęty w poczet członków rzeczywistych Związku Polskich Artystów Fotografików (legitymacja nr 1070), w którym obecnie pełni funkcję wiceprezesa Zarządu Okręgu Gdańskiego ZPAF (kadencja na lata 2023–2026).

## Odznaczenia
- Krzyż Wolności i Solidarności (2020)[18]

## Wystawy indywidualne (wybór)
- Szwedzkie ryty naskalne – Nadbałtyckie Centrum Kultury (Gdańsk 1990)
- Szwedzkie ryty naskalne – Gdańska Galeria Fotografii (Gdańsk 1990)
- Kolory Danii – Stocznia Północna S.A. (Gdańsk 2001)
- Radość życia – Tczewskie Centrum Kultury (Tczew 2002)
- Radość życia czyli homo ludens (Prabuty 2004)
- Radość życia czyli homo ludens (2004)
- Awiacja – Multikino Gdańsk (2005)
- Navigare necesse est – Centrum Informacji i Edukacji Ekologicznej (Gdańsk 2005)
- Bornholmskie retrospekcje – Centrum Informacji i Edukacji Ekologicznej (Gdańsk 2006)
- Niekonwencjonalne techniki w fotografii czarno-białej – Dworek Artura (Gdańsk 2008)
- Wieloświaty – Muzeum Historycznym Miasta Gdańska, oddział Dom (Gdańsk 2009)
- Wieloświaty – Galeria Pod Sufitem (Katowice 2009)
- Wieloświaty (Zielona Góra 2009)
- Wieloświaty – Galeria Jasna (Rybnik 2009)
- Wieloświaty –  Galeria Da Vinci (Jastrzębie Zdrój 2009)
- Wieloświaty – Galeria Rotunda (Bytom 2009)
- Ulica Wronia – Galeria Drugiego Planu (Rybnik 2010)
- Ulica Wronia – Galeria I Piętro, Miejski Ośrodek Kultury (Orzesze 2010)
- Ulica Wronia – Galeria 9, Miejska Biblioteka Publiczna Filia Nr 9 (Gliwice 2010)
- Ulica Wronia – Galeria Pod Sufitem (Katowice 2010)
- Wieloświaty – Galeria Da Vinci, Miejska Biblioteka Publiczna Filia Nr 2 (Jastrzębie Zdrój 2010)
- Wieloświaty – Galeria Centralna, Miejska Biblioteka Publiczna (Żory 2010)
- Wieloświaty – Galeria I Piętro, Miejski Ośrodek Kultury (Orzesze 2010)
- Peregrynacje. Grecja. Kreta. Santorini – Klub Marynarki Wojennej „Riwiera” (Gdynia 2011)
- Ulica Wronia – WiMBP, Filia nr 50 (Gdańsk-Suchanino 2011)
- Peregrynacje. Grecja. Kreta. Santorini – Galeria I Piętro, Miejski Ośrodek Kultury (Orzesze 2011)
- Peregrynacje. Grecja. Kreta. Santorini – Galeria 9 (Gliwice 2011)
- Drzewa – Centrum Informacji i Edukacji Ekologicznej (Gdańsk 2012)
- Street Scenes. Catalunya – Klub Marynarki Wojennej „Riwiera” (Gdynia 2012)
- Wieloświaty II – WiMBP, Filia nr 50 (Gdańsk-Suchanino 2012)
- Oliwa. Transcendencje – Galeria Warzywniak (Gdańsk 2013)
- Oliwa. Transcendencje – Galeria Fotografii DeKa, Galeria Drugiego Planu (Rybnik 2013)
- Transcendencje – Galeria „Perkoz” (Gliwice 2013)
- Oliwa. Transcendencje – Klub Absolwenta Uczelni Łazarskiego (Warszawa 2014)
- Gdańsk. Kształt idealny – Cafe „Kreatywna (Gdańsk-Wrzeszcz 2016)
- The Holy Cities – WMiBP nr 26 (Gdańsk-Żabianka 2016)
- Oliwa. Transcendencje – Noc Muzeów w Kuźni Wodnej (Gdańsk 2017)
- The Holy Cities II – Filia nr 6 WiMBP (Gdańsk 2017)
- Odloty. Odmienne stany – Art Space (Gdańsk 2017)
- The Holy Cities – WiMBP, Filia nr 50 (Gdańsk-Suchanino 2018)
- Wystawa zdjęć marynistycznych – Teatr Ziemi Rybnickiej (Rybnik 2018)
- Wieloświaty. The Holy Cities – Dom Kultury (Wągrowiec 2018)
- Widoki Motławy – Galeria Ciasna (Jastrzębie-Zdrój 2022)[19]
- Łodzie z Roskilde – Galeria Osowa (Gdańsk 2022)[20]

Źródło